# Stefan Spirovski
Stefan Spirovski (makedonska: Стефан Спировски), född 23 augusti 1990, är en nordmakedonsk fotbollsspelare som spelar för Ethnikos Achnas.